# Museo de Bala
El museo de Bala, oficialmente conocido por el nombre With Memories Of Lucy Maud Montgomery, es un museo situado en Bala, Ontario, Canadá. Es propiedad de Jack Hutton y Linda Jackson-Hutton, por quienes también es operado.
El museo era antiguamente una casa de huéspedes operada por Fanny Pike en los inicios de la década de 1900 y ahora alberga artefactos de la región de Muskoka, así como las relativas a Lucy Maud Montgomery, autor del libro Anne of Green Gables y la serie The Blue Castle. Es el único museo de su tipo fuera de la Isla del Príncipe Eduardo. Visitantes de todo el mundo frecuentan con regularidad, especialmente para el día Anne of Green Gables.
En 2013, el museo fue designado patrimonio histórico por el municipio de Muskoka Lakes.